# Chlamisus foveolatus
Chlamisus foveolatus är en skalbaggsart som först beskrevs av August Wilhelm Knoch 1801.  Chlamisus foveolatus ingår i släktet Chlamisus och familjen bladbaggar. Inga underarter finns listade i Catalogue of Life.